# Bridgeport (Oregon, Baker megye)
Bridgeport az Amerikai Egyesült Államok északnyugati részén, Oregon állam Baker megyéjében, az Oregon Route 245 közelében elhelyezkedő önkormányzat nélküli település.
Területén keresztülfolyik a Burnt folyó.

## Fordítás
- Ez a szócikk részben vagy egészben  a   Bridgeport, Baker County, Oregon című angol Wikipédia-szócikk ezen változatának fordításán alapul.  Az eredeti cikk szerkesztőit annak laptörténete sorolja fel. Ez a jelzés csupán a megfogalmazás eredetét és a szerzői jogokat jelzi, nem szolgál a cikkben szereplő információk forrásmegjelöléseként.